# Východní Timor na letních olympijských hrách
Východní Timor na letních olympijských hrách startuje od roku 2004. Toto je přehled účastí, medailového zisku a vlajkonošů na dané sportovní události.

## Účast na Letních olympijských hrách
| Dějiště LOH            | LOH      | Vlajkonoš                         | Zlatá medaile | Stříbrná medaile | Bronzová medaile | Celkem |
| ---------------------- | -------- | --------------------------------- | ------------- | ---------------- | ---------------- | ------ |
| 2004 Athény            | LOH 2004 | Aguida Fatima Amaral              |               |                  |                  | 0      |
| 2008 Peking            | LOH 2008 | Mariana Dias Ximenes              |               |                  |                  | 0      |
| 2012 Londýn            | LOH 2012 | Augusto Ramos Soares              |               |                  |                  | 0      |
| 2016 Rio de Janeiro    | LOH 2016 | Francelina Cabral                 |               |                  |                  | 0      |
| 2020 Tokio             | LOH 2020 | Imelda Ximenes Felisberto de Deus |               |                  |                  | 0      |
| 2024 Paříž             | LOH 2024 |                                   |               |                  |                  | x      |
| Celkem                 | 5        |                                   | 0             | 0                | 0                | 0      |
| Zdroj na Olympedia.org |          |                                   |               |                  |                  |        |